# Cataglyphis savignyi
Cataglyphis savignyi är en myrart som först beskrevs av Dufour 1862.  Cataglyphis savignyi ingår i släktet Cataglyphis och familjen myror. Inga underarter finns listade.